# Luana María Alonso Méndez
Luana María Alonso Méndez, més coneguda com a Luana Alonso, (Asunción, 19 de març de 2004) és una exnedadora paraguaiana, especialitzada en estil papallona. Posseeix múltiples rècords nacionals en aquesta disciplina.
Als Jocs Olímpics de Tòquio 2020 va competir en la prova femenina de 100 metres papallona. Es va retirar de la natació després de competir en els 100 metres papallona dels Jocs Olímpics de París 2024 i no classificar-se per a les semifinals. Després d'anunciar la retirada, se la veure gaudint de la ciutat i assistint a esdeveniments de Disneyland Paris mentre encara residia a la Vila Olímpica. Això va desembocar en una controvèrsia amb el Comitè Olímpic Paraguaià (COP), i la cap de la delegació nacional, Larissa Schaerer, va sol·licitar la seva expulsió immediata de la Vila, argumentant que la seva presència estava generant un «ambient inadequat» per a l'equip paraguaià. Alonso va negar per les seves xarxes socials que hagués estat expulsada.